# Final de la Primera B 2012 (Colombia)
La final de la Categoría Primera B 2012 fue una serie de partidos de fútbol que se jugaron los días 28 de noviembre y 1 de diciembre de 2012 para definir al campeón de la temporada en la Primera B, segunda división del fútbol profesional en Colombia.
La disputaron los ganadores de las finales del Torneo Apertura y el Torneo Finalización: América de Cali y Alianza Petrolera respectivamente. El vencedor de esta final obtuvo el ascenso directo a la máxima categoría del fútbol colombiano, mientras que el perdedor jugó una serie de promoción contra el equipo que ocupó el segundo lugar en la tabla del descenso: Cúcuta Deportivo.

## Llave
|                         | vs. | Bandera de Santander (Colombia) |
| ----------------------- | --- | ------------------------------- |
| América de Cali 2 (3) 1 | vs. | Alianza Petrolera 2 (4) 2 0     |

## Antecedentes

### América de Cali
Esta edición de la Primera B había sido la única que ha jugado América de Cali luego de descender en la temporada 2011. Sin duda alguna América es un equipo histórico del país y tras el descenso necesitaba recuperar su prestigio y ascender lo más pronto posible. Para afrontar el torneo América contrató al técnico Eduardo Lara quien se dispuso a reconstruir el equipo y así fue. En el torneo apertura salió campeón clasificándose así a la final del año, la cual jugó contra Unión Magdalena ganándole la serie en penales tras el empate a dos goles en el global. América buscaba el ascenso directo puesto que no quería arriesgar el campeonato y se dispuso a jugar el torneo finalización donde llegó a los cuadrangulares semifinales siendo derrotado en su grupo por el Universitario de Popayán y por el Alianza Petrolera quien se llevaría el cupo a la final del torneo y se consagraría campeón.

### Alianza Petrolera
Por el otro lado Alianza Petrolera  había jugado una final del torneo de Ascenso en 2002 donde qudo subcampeón ante Centauros Villavicencio. Para el 2012 se esperaba que el equipo mantuviera un buen puesto ya que este año el club había centrado sus miradas en el cambio de estadio, de nombre y patrocinadores. El primer semestre demostró lo creído ya que quedó en la posición 15 del torneo apertura. En el torneo finalización no se esperaba que el equipo clasificase como cabeza de grupo a los cuadrangulares y tenía una tarea difícil al enfrentar al América en su grupo. No dejó dudas de porque terminó segundo en la tabla del finalización y por fin pudo clasificarse a la final donde la jugaría contra Deportivo Rionegro ganándola por 4-1 en el global y consagrándose campeón a la espera de la final del año.

## Camino a la final
| Todos contra todos Apertura         | América de Cali | 1 : 0 | Real Santander | Fecha 1  | Llaneros | 0 : 3 (W.O.) | Alianza Petrolera                                                                                               | Todos contra todos Finalización         |
| Todos contra todos Apertura         | Fortaleza | 1 : 1 | América de Cali | Fecha 2  | Alianza Petrolera                                                                                               | 1 : 1 | Deportivo Pereira                                                                                               | Todos contra todos Finalización         |
| Todos contra todos Apertura         | América de Cali | 2 : 0 | Universitario | Fecha 3  | Uniautónoma | 1 : 4 | Alianza Petrolera                                                                                               | Todos contra todos Finalización         |
| Todos contra todos Apertura         | América de Cali | 2 : 1 | Bogotá F.C. | Fecha 4  | Alianza Petrolera                                                                                               | 1 : 2 | Unión Magdalena                                                                                                 | Todos contra todos Finalización         |
| Todos contra todos Apertura         | Deportivo Rionegro | 2 : 1 | América de Cali | Fecha 5  | Sucre F.C. | 1 : 2 | Alianza Petrolera                                                                                               | Todos contra todos Finalización         |
| Todos contra todos Apertura         | América de Cali | 1 : 0 | Barranquilla F.C. | Fecha 6  | Alianza Petrolera                                                                                               | 2 : 1 | Real Santander                                                                                                  | Todos contra todos Finalización         |
| Todos contra todos Apertura         | Valledupar F.C. | 2 : 1 | América de Cali | Fecha 7  | Fortaleza | 0 : 3 | Alianza Petrolera                                                                                               | Todos contra todos Finalización         |
| Todos contra todos Apertura         | América de Cali | 2 : 0 | Alianza Petrolera | Fecha 8  | Alianza Petrolera                                                                                               | 1 : 1 | América de Cali                                                                                                 | Todos contra todos Finalización         |
| Todos contra todos Apertura         | Depor Aguablanca | 0 : 1 | América de Cali | Fecha 9  | Alianza Petrolera                                                                                               | 3 : 0 | Sucre F.C. | Todos contra todos Finalización         |
| Todos contra todos Apertura         | Atlético Bucaramanga | 1 : 3 | América de Cali | Fecha 10 | Bogotá F.C. | 2 : 5 | Alianza Petrolera                                                                                               | Todos contra todos Finalización         |
| Todos contra todos Apertura         | América de Cali | 1 : 0 | Expreso Rojo | Fecha 11 | Alianza Petrolera                                                                                               | 0 : 0 | Deportivo Rionegro                                                                                              | Todos contra todos Finalización         |
| Todos contra todos Apertura         | Cortuluá | 0 : 0 | América de Cali | Fecha 12 | Barranquilla F.C.                                                                                               | 3 : 3 | Alianza Petrolera                                                                                               | Todos contra todos Finalización         |
| Todos contra todos Apertura         | América de Cali | 4 : 0 | Depor Aguablanca | Fecha 13 | Alianza Petrolera                                                                                               | 2 : 0 | Valledupar F.C.                                                                                                 | Todos contra todos Finalización         |
| Todos contra todos Apertura         | Academia | 2 : 3 | América de Cali | Fecha 14 | Universitario                                                                                                   | 1 : 0 | Alianza Petrolera                                                                                               | Todos contra todos Finalización         |
| Todos contra todos Apertura         | América de Cali | 3 : 0 (W.O.) | Deportivo Pereira | Fecha 15 | Atlético Bucaramanga                                                                                            | 1 : 2 | Alianza Petrolera                                                                                               | Todos contra todos Finalización         |
| Todos contra todos Apertura         | Uniautónoma | 3 : 2 | América de Cali | Fecha 16 | Alianza Petrolera                                                                                               | 0 : 1 | Expreso Rojo | Todos contra todos Finalización         |
| Todos contra todos Apertura         | América de Cali | 3 : 0 | Unión Magdalena | Fecha 17 | Cortuluá | 1 : 0 | Alianza Petrolera                                                                                               | Todos contra todos Finalización         |
| Todos contra todos Apertura         | Sucre F.C. | 3 : 2 | América de Cali | Fecha 18 | Alianza Petrolera                                                                                               | 3 : 2 | Depor Aguablanca                                                                                                | Todos contra todos Finalización         |
| Todos contra todos Apertura         | América de Cali clasificó primero con 38 puntos a la siguiente fase.                                                                 | América de Cali clasificó primero con 38 puntos a la siguiente fase.                                                                 | América de Cali clasificó primero con 38 puntos a la siguiente fase.                                                                 |          | Alianza Petrolera clasificó segundo con 34 puntos a la siguiente fase.                                          | Alianza Petrolera clasificó segundo con 34 puntos a la siguiente fase.                                          | Alianza Petrolera clasificó segundo con 34 puntos a la siguiente fase.                                          | Todos contra todos Finalización         |
| Cuadrangulares semifinales Apertura | Real Santander | 2 : 3 | América de Cali | Fecha 1  | Alianza Petrolera                                                                                               | 2 : 1 | Universitario                                                                                                   | Cuadrangulares semifinales Finalización |
| Cuadrangulares semifinales Apertura | América de Cali | 1 : 1 | Deportivo Rionegro | Fecha 2  | América de Cali                                                                                                 | 1 : 4 | Alianza Petrolera                                                                                               | Cuadrangulares semifinales Finalización |
| Cuadrangulares semifinales Apertura | Universitario | 0 : 1 | América de Cali | Fecha 3  | Atlético Bucaramanga                                                                                            | 0 : 1 | Alianza Petrolera                                                                                               | Cuadrangulares semifinales Finalización |
| Cuadrangulares semifinales Apertura | América de Cali | 4 : 0 | Universitario | Fecha 4  | Alianza Petrolera                                                                                               | 2 : 0 | Atlético Bucaramanga                                                                                            | Cuadrangulares semifinales Finalización |
| Cuadrangulares semifinales Apertura | Deportivo Rionegro | 0 : 0 | América de Cali | Fecha 5  | Alianza Petrolera                                                                                               | 3 : 0 | América de Cali                                                                                                 | Cuadrangulares semifinales Finalización |
| Cuadrangulares semifinales Apertura | América de Cali | 5 : 3 | Real Santander | Fecha 6  | Universitario                                                                                                   | 4 : 3 | Alianza Petrolera                                                                                               | Cuadrangulares semifinales Finalización |
| Cuadrangulares semifinales Apertura | América de Cali avanzó de fase como líder del Grupo A con 14 puntos.                                                                 | América de Cali avanzó de fase como líder del Grupo A con 14 puntos.                                                                 | América de Cali avanzó de fase como líder del Grupo A con 14 puntos.                                                                 |          | Alianza Petrolera avanzó de fase como líder del Grupo B con 15 puntos.                                          | Alianza Petrolera avanzó de fase como líder del Grupo B con 15 puntos.                                          | Alianza Petrolera avanzó de fase como líder del Grupo B con 15 puntos.                                          | Cuadrangulares semifinales Finalización |
| Final del torneo Apertura           | Unión Magdalena | 1 : 1 | América de Cali | Ida      | Deportivo Rionegro                                                                                              | 0 : 1 | Alianza Petrolera                                                                                               | Final del torneo Finalización           |
| Final del torneo Apertura           | América de Cali | 1 : 1 (5 : 4) | Unión Magdalena | Vuelta   | Alianza Petrolera                                                                                               | 3 : 1 | Deportivo Rionegro                                                                                              | Final del torneo Finalización           |
| Final del torneo Apertura           | América de Cali ganó el torneo Apertura con un global de 2:2 (5:4) por tanda de penales y clasificó a la final de la Primera B 2013. | América de Cali ganó el torneo Apertura con un global de 2:2 (5:4) por tanda de penales y clasificó a la final de la Primera B 2013. | América de Cali ganó el torneo Apertura con un global de 2:2 (5:4) por tanda de penales y clasificó a la final de la Primera B 2013. |          | Alianza Petrolera ganó el torneo Finalización con un global de 4:1 y clasificó a la final de la Primera B 2013. | Alianza Petrolera ganó el torneo Finalización con un global de 4:1 y clasificó a la final de la Primera B 2013. | Alianza Petrolera ganó el torneo Finalización con un global de 4:1 y clasificó a la final de la Primera B 2013. | Final del torneo Finalización           |

|  |                             |
|  | Triunfo de América de Cali. |
|  | Empate.                     |
|  | Derrota de América de Cali. |

|  |                               |
|  | Triunfo de Alianza Petrolera. |
|  | Empate.                       |
|  | Derrota de Alianza Petrolera. |

## Estadísticas previas
| Torneo Apertura | Torneo Finalización |

En todos contra todos
| Pos. | Equipos           | PJ | PG | PE | PP | GF | GC | Dif. | Pts. | Rend. |
| ---- | ----------------- | -- | -- | -- | -- | -- | -- | ---- | ---- | ----- |
| 1.   | América de Cali   | 18 | 12 | 2  | 4  | 33 | 15 | 18   | 38   | 70,4% |
| 15.  | Alianza Petrolera | 18 | 3  | 8  | 7  | 19 | 27 | -8   | 17   | 31,5% |

| Pos. | Equipos           | PJ | PG | PE | PP | GF | GC | Dif. | Pts. | Rend. |
| ---- | ----------------- | -- | -- | -- | -- | -- | -- | ---- | ---- | ----- |
| 2.   | Alianza Petrolera | 18 | 10 | 4  | 4  | 35 | 18 | 17   | 34   | 63%   |
| 3.   | América de Cali   | 18 | 10 | 4  | 4  | 31 | 18 | 13   | 34   | 63%   |

En cuadrangulares semifinales
| Grupo | Equipos           | PJ                                        | PG                                        | PE                                        | PP                                        | GF                                        | GC                                        | Dif.                                      | Pts.                                      | Rend.                                     |
| ----- | ----------------- | ----------------------------------------- | ----------------------------------------- | ----------------------------------------- | ----------------------------------------- | ----------------------------------------- | ----------------------------------------- | ----------------------------------------- | ----------------------------------------- | ----------------------------------------- |
| A     | América de Cali   | 6                                         | 4                                         | 2                                         | 0                                         | 14                                        | 6                                         | 8                                         | 14                                        | 77,7%                                     |
| —     | Alianza Petrolera | No clasificó a cuadrangulares semifinales | No clasificó a cuadrangulares semifinales | No clasificó a cuadrangulares semifinales | No clasificó a cuadrangulares semifinales | No clasificó a cuadrangulares semifinales | No clasificó a cuadrangulares semifinales | No clasificó a cuadrangulares semifinales | No clasificó a cuadrangulares semifinales | No clasificó a cuadrangulares semifinales |

| Grupo | Equipos           | PJ | PG | PE | PP | GF | GC | Dif. | Pts. | Rend. |
| ----- | ----------------- | -- | -- | -- | -- | -- | -- | ---- | ---- | ----- |
| B     | Alianza Petrolera | 6  | 5  | 0  | 1  | 15 | 6  | 9    | 15   | 83,3% |
| B     | América de Cali   | 6  | 3  | 0  | 3  | 6  | 10 | -4   | 9    | 50%   |

En final de torneo
| Equipos           | PJ                                          | PG                                          | PE                                          | PP                                          | GF                                          | GC                                          | Dif.                                        | Pts.                                        |
| ----------------- | ------------------------------------------- | ------------------------------------------- | ------------------------------------------- | ------------------------------------------- | ------------------------------------------- | ------------------------------------------- | ------------------------------------------- | ------------------------------------------- |
| América de Cali   | 2                                           | 0                                           | 2                                           | 0                                           | 2                                           | 2                                           | 0                                           | 2                                           |
| Alianza Petrolera | No clasificó a la final del torneo Apertura | No clasificó a la final del torneo Apertura | No clasificó a la final del torneo Apertura | No clasificó a la final del torneo Apertura | No clasificó a la final del torneo Apertura | No clasificó a la final del torneo Apertura | No clasificó a la final del torneo Apertura | No clasificó a la final del torneo Apertura |

| Equipos           | PJ                                              | PG                                              | PE                                              | PP                                              | GF                                              | GC                                              | Dif.                                            | Pts.                                            |
| ----------------- | ----------------------------------------------- | ----------------------------------------------- | ----------------------------------------------- | ----------------------------------------------- | ----------------------------------------------- | ----------------------------------------------- | ----------------------------------------------- | ----------------------------------------------- |
| Alianza Petrolera | 2                                               | 2                                               | 0                                               | 0                                               | 4                                               | 1                                               | 3                                               | 6                                               |
| América de Cali   | No clasificó a la final del torneo Finalización | No clasificó a la final del torneo Finalización | No clasificó a la final del torneo Finalización | No clasificó a la final del torneo Finalización | No clasificó a la final del torneo Finalización | No clasificó a la final del torneo Finalización | No clasificó a la final del torneo Finalización | No clasificó a la final del torneo Finalización |

Estadísticas totales de los torneos Apertura y Finalización
| Equipos           | PJ | PG | PE | PP | GF | GC | Dif. | Pts. | Rend. |
| ----------------- | -- | -- | -- | -- | -- | -- | ---- | ---- | ----- |
| América de Cali   | 50 | 29 | 10 | 11 | 86 | 51 | 35   | 97   | 64,7% |
| Alianza Petrolera | 44 | 20 | 12 | 12 | 73 | 52 | 21   | 72   | 54,6% |

## Partido de ida
| 22    | POR   | Jorge Henríquez       |     |
| 27    | DEF   | Jonathan Ávila        |     |
| 5     | DEF   | David Valencia        |     |
| 3     | DEF   | Deivy Balanta         |     |
| 15    | MED   | Juan Pablo Nieto      | 78' |
| 23    | MED   | Santiago Cardona      |     |
| 19    | MED   | Rafael Carrascal      |     |
| 18    | MED   | Andrés Felipe Álvarez |     |
| 21    | MED   | Cristian Palomeque    | 90' |
| 9     | DEL   | Michael Rangel        |     |
| 17    | DEL   | Andrés Rentería       |     |
| D. T. | D. T. | Héctor Darío Estrada  |     |

| 12    | POR   | Andrés Mosquera Marmolejo |         |
| 29    | DEF   | Yamith Cuesta             |         |
| 6     | DEF   | Andrés Mosquera Guardia   |         |
| 2     | DEF   | Luciano Ospina            |         |
| 32    | DEF   | Christian Mafla           |         |
| 4     | MED   | Nondier Romero            | Capitán |
| 23    | MED   | Javier Calle              |         |
| 11    | MED   | Jhonny Alejandro Rivera   | 63'     |
| 7     | MED   | Leyvin Balanta            | 45'     |
| 5     | MED   | Nicolás Schenone          |         |
| 15    | DEL   | Julián Lalinde            |         |
| D. T. | D. T. | Eduardo Lara              |         |

| 16 | MED | Juan García          | 78' |
| 26 | MED | Luis Eduardo Londoño | 90' |

| 20 | DEL | John Stiven Mendoza | 45' |
| 10 | MED | Mauricio Romero     | 63' |

|  | 53' | Michael Rangel     | 1-0 |
|  | 72' | Cristian Palomeque | 2-0 |

|  | 86' | Yamith Cuesta | 2-1 |

| Amonestado | 23' | Jonathan Ávila   |
| Amonestado | 65' | David Valencia   |
| Amonestado | 84' | Santiago Cardona |

| Amonestado | 31' | Nicolás Schenone |
| Amonestado | 69' | Yamith Cuesta    |
| Amonestado | 79' | Mauricio Romero  |

| Árbitro | Hernando Buitrago |

| 22    | POR   | Jorge Henríquez       |     |
| 27    | DEF   | Jonathan Ávila        |     |
| 5     | DEF   | David Valencia        |     |
| 3     | DEF   | Deivy Balanta         |     |
| 15    | MED   | Juan Pablo Nieto      | 78' |
| 23    | MED   | Santiago Cardona      |     |
| 19    | MED   | Rafael Carrascal      |     |
| 18    | MED   | Andrés Felipe Álvarez |     |
| 21    | MED   | Cristian Palomeque    | 90' |
| 9     | DEL   | Michael Rangel        |     |
| 17    | DEL   | Andrés Rentería       |     |
| D. T. | D. T. | Héctor Darío Estrada  |     |

| 12    | POR   | Andrés Mosquera Marmolejo |         |
| 29    | DEF   | Yamith Cuesta             |         |
| 6     | DEF   | Andrés Mosquera Guardia   |         |
| 2     | DEF   | Luciano Ospina            |         |
| 32    | DEF   | Christian Mafla           |         |
| 4     | MED   | Nondier Romero            | Capitán |
| 23    | MED   | Javier Calle              |         |
| 11    | MED   | Jhonny Alejandro Rivera   | 63'     |
| 7     | MED   | Leyvin Balanta            | 45'     |
| 5     | MED   | Nicolás Schenone          |         |
| 15    | DEL   | Julián Lalinde            |         |
| D. T. | D. T. | Eduardo Lara              |         |

| 16 | MED | Juan García          | 78' |
| 26 | MED | Luis Eduardo Londoño | 90' |

| 20 | DEL | John Stiven Mendoza | 45' |
| 10 | MED | Mauricio Romero     | 63' |

|  | 53' | Michael Rangel     | 1-0 |
|  | 72' | Cristian Palomeque | 2-0 |

|  | 86' | Yamith Cuesta | 2-1 |

| Amonestado | 23' | Jonathan Ávila   |
| Amonestado | 65' | David Valencia   |
| Amonestado | 84' | Santiago Cardona |

| Amonestado | 31' | Nicolás Schenone |
| Amonestado | 69' | Yamith Cuesta    |
| Amonestado | 79' | Mauricio Romero  |

| Árbitro | Hernando Buitrago |

## Partido de vuelta
| 12    | POR   | Andrés Mosquera Marmolejo |         |
| 29    | DEF   | Yamith Cuesta             |         |
| 13    | DEF   | Rubén Darío Bustos        | Capitán |
| 19    | DEF   | Julián Carabalí           |         |
| 32    | DEF   | Christian Mafla           | 57'     |
| 4     | MED   | Nondier Romero            |         |
| 18    | MED   | Héctor Hurtado            | 63'     |
| 21    | MED   | Yamilson Rivera           | 86'     |
| 5     | MED   | Nicolás Schenone          |         |
| 15    | DEL   | Julián Lalinde            |         |
| 20    | DEL   | John Stiven Mendoza       |         |
| D. T. | D. T. | Eduardo Lara              |         |

| 22    | POR   | Jorge Henríquez       | 90' |
| 27    | DEF   | Jonathan Ávila        |     |
| 2     | DEF   | Rubén Jaramillo       |     |
| 18    | DEF   | Andrés Felipe Álvarez |     |
| 3     | DEF   | Deivy Balanta         |     |
| 15    | MED   | Juan Pablo Nieto      |     |
| 16    | MED   | Luis Eduardo Londoño  |     |
| 19    | MED   | Rafael Carrascal      |     |
| 21    | MED   | Cristian Palomeque    |     |
| 9     | DEL   | Michael Rangel        | 87' |
| 17    | DEL   | Andrés Rentería       |     |
| D. T. | D. T. | Héctor Darío Estrada  |     |

| 6  | DEF | Andrés Mosquera Guardia | 57' |
| 24 | MED | Diego Vergara           | 63' |
| 9  | DEL | Iván Trujillo           | 86' |

| 14 | MED | Niver Arango   | 87' |
| 1  | POR | Santiago Rodas | 90' |

|  | 7' | John Stiven Mendoza | 1-0 |

| Rubén Darío Bustos  | Fallo de penal (horizontal) | 0:0 |                          |                    |
|                     |                             | 0:1 | Acierto de penal         | Juan Pablo Nieto   |
| Iván Trujillo       | Acierto de penal            | 1:1 |                          |                    |
|                     |                             | 1:2 | Acierto de penal         | Rafael Carrascal   |
| Nicolás Schenone    | Acierto de penal            | 2:2 |                          |                    |
|                     |                             | 2:3 | Acierto de penal         | Cristian Palomeque |
| John Stiven Mendoza | Fallo de penal (atajado)    | 2:3 |                          |                    |
|                     |                             | 2:3 | Fallo de penal (atajado) | Andrés Rentería    |
| Julián Lalinde      | Acierto de penal            | 3:3 |                          |                    |
|                     |                             | 3:4 | Acierto de penal         | Niver Arango       |

| Amonestado | 5'  | John Stiven Mendoza |
| Amonestado | 36' | Yamith Cuesta       |
| Amonestado | 88' | Julián Lalinde      |

| Amonestado | 29' | Luis Eduardo Londoño |
| Amonestado | 40' | Rafael Carrascal     |
| Amonestado | 52' | Rubén Jaramillo      |
| Amonestado | 79' | Jonathan Ávila       |

| Otorgado · Expulsado | 36' 61' | Yamith Cuesta |

| Otorgado · Expulsado | 29' 66' | Luis Eduardo Londoño |
| Otorgado · Expulsado | 79' 83' | Jonathan Ávila       |

| Árbitro | Wilson Lamouroux |

| 12    | POR   | Andrés Mosquera Marmolejo |         |
| 29    | DEF   | Yamith Cuesta             |         |
| 13    | DEF   | Rubén Darío Bustos        | Capitán |
| 19    | DEF   | Julián Carabalí           |         |
| 32    | DEF   | Christian Mafla           | 57'     |
| 4     | MED   | Nondier Romero            |         |
| 18    | MED   | Héctor Hurtado            | 63'     |
| 21    | MED   | Yamilson Rivera           | 86'     |
| 5     | MED   | Nicolás Schenone          |         |
| 15    | DEL   | Julián Lalinde            |         |
| 20    | DEL   | John Stiven Mendoza       |         |
| D. T. | D. T. | Eduardo Lara              |         |

| 22    | POR   | Jorge Henríquez       | 90' |
| 27    | DEF   | Jonathan Ávila        |     |
| 2     | DEF   | Rubén Jaramillo       |     |
| 18    | DEF   | Andrés Felipe Álvarez |     |
| 3     | DEF   | Deivy Balanta         |     |
| 15    | MED   | Juan Pablo Nieto      |     |
| 16    | MED   | Luis Eduardo Londoño  |     |
| 19    | MED   | Rafael Carrascal      |     |
| 21    | MED   | Cristian Palomeque    |     |
| 9     | DEL   | Michael Rangel        | 87' |
| 17    | DEL   | Andrés Rentería       |     |
| D. T. | D. T. | Héctor Darío Estrada  |     |

| 6  | DEF | Andrés Mosquera Guardia | 57' |
| 24 | MED | Diego Vergara           | 63' |
| 9  | DEL | Iván Trujillo           | 86' |

| 14 | MED | Niver Arango   | 87' |
| 1  | POR | Santiago Rodas | 90' |

|  | 7' | John Stiven Mendoza | 1-0 |

| Rubén Darío Bustos  | Fallo de penal (horizontal) | 0:0 |                          |                    |
|                     |                             | 0:1 | Acierto de penal         | Juan Pablo Nieto   |
| Iván Trujillo       | Acierto de penal            | 1:1 |                          |                    |
|                     |                             | 1:2 | Acierto de penal         | Rafael Carrascal   |
| Nicolás Schenone    | Acierto de penal            | 2:2 |                          |                    |
|                     |                             | 2:3 | Acierto de penal         | Cristian Palomeque |
| John Stiven Mendoza | Fallo de penal (atajado)    | 2:3 |                          |                    |
|                     |                             | 2:3 | Fallo de penal (atajado) | Andrés Rentería    |
| Julián Lalinde      | Acierto de penal            | 3:3 |                          |                    |
|                     |                             | 3:4 | Acierto de penal         | Niver Arango       |

| Amonestado | 5'  | John Stiven Mendoza |
| Amonestado | 36' | Yamith Cuesta       |
| Amonestado | 88' | Julián Lalinde      |

| Amonestado | 29' | Luis Eduardo Londoño |
| Amonestado | 40' | Rafael Carrascal     |
| Amonestado | 52' | Rubén Jaramillo      |
| Amonestado | 79' | Jonathan Ávila       |

| Otorgado · Expulsado | 36' 61' | Yamith Cuesta |

| Otorgado · Expulsado | 29' 66' | Luis Eduardo Londoño |
| Otorgado · Expulsado | 79' 83' | Jonathan Ávila       |

| Árbitro | Wilson Lamouroux |

## Campeón
| Colombia                                |
| Campeón Alianza Petrolera Primer título |